# ニンジャチョーク

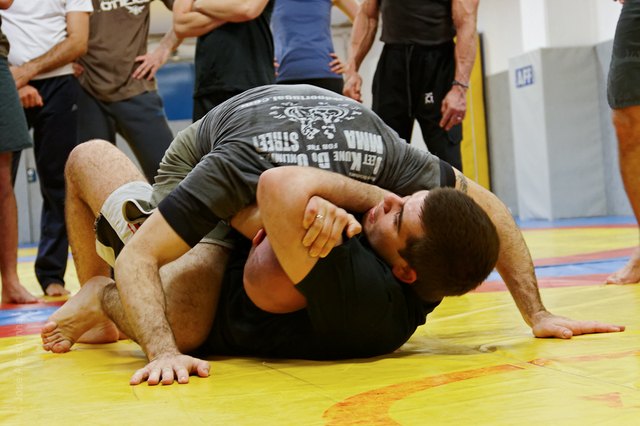
ニンジャチョークの実演

ニンジャチョークは、格闘技における絞め技の一つ。変型ベーシックギロチンである。寝技の場合、ラバーガードの体勢から極め掛ける事が多い。勝村周一朗が得意技としている。

## 概要
片方の腕は相手の頭もしくは首を抱えて肘裏が相手の喉辺りにくるように深く入れる。いったん相手の後頭部を掌で抑えてもよい。もう一方の腕の前腕で相手の背中を抑え、前腕を相手のうなじあたりまでスライドさせ、頭もしくは首を抱えた腕の掌を自らのもう一方の腕の肘辺りを抑える。そして、両腕を「フィギュア4」で組んで頭もしくは首を抱えた腕で相手の頸部を絞める。
または、片方の腕は腋に相手の頭もしくは首を抱えて、手から前腕を相手の背中に引っ掛ける。もう片方の腕は反対側の腕の前腕を掴んで「フィギュア4」に組む。そして、掴んだ方の腕の肘を相手の喉付近に置き前腕と上腕で相手の頸部を絞める。
試合での実例
- RIZIN FIGHTING WORLD GRAND-PRIX 2016 無差別級トーナメント 開幕戦第12試合 女子MMAルール 49 kg契約ワンマッチ 5分3R

○RENA （1R 4:50 アームトライアングルチョーク） 山本美憂×
発表は「アームトライアングルチョーク」だが実際はニンジャチョークである。
寝技の場合
まず、ガードポジションの体勢から、左脚を相手の右腋下を通して相手の右肩を左脚で抑えて、ラバーガードの体勢に持ち込む。次に、相手の動きを封じた状態から、右手で相手の右側で相手を抑えてる自らの左脛を逆手でつかむ。すきを見て右肘裏を相手の喉付近に置き、腰を切りながら起き上がる様に、左上腕部で相手の後頭部を抑え、右手で左肘付近を掴んで、両腕を「フィギュア4」でしっかり組んで絞める。